# Construcciones tradicionales ashantis
Las construcciones tradicionales asantes son el último vestigio de la cultura asante de África occidental. En general, son antiguas residencias de jefes tribales convertidas en mausoleos o santuarios animistas. Aunque la antigüedad de la mayor parte de estas construcciones no se remonta más allá de finales del siglo XIX, son los últimos exponentes de una tradición artística y arquitectónica mucho más antigua. Se trata de unas pocas construcciones de madera y barro, con decoraciones geométricas o figurativas, diseminadas por una decena de poblaciones en los alrededores de Kumasi, en Ghana:
- Abirem, 10 km al nordeste
- Asonemaso, 19 km al nordeste
- Saamang y Obomeng, 33 km al nordeste
- Bodwesango, 25 km al este
- Abetifi, 105 km al este
- Besease, Dharkwa-Gyakye, Kentekroo y Patakro, 45 km al sur

Los sencillos y frágiles materiales empleados en la construcción dificultan la conservación de los monumentos: madera, paredes de adobe reforzadas con cañas y enlucidas con arcilla, techos de paja de mijo...
Los edificios están formados por cuatro cuerpos abiertos a un patio central; uno de los cuerpos es el santuario propiamente dicho, otro es una cocina, y los otros dos, a un nivel algo más elevado, sirven de escenario para los músicos y cantores en las ceremonias religiosas.
Las construcciones están decoradas con frescos de motivos geométricos que representan de manera simbólica proverbios y dichos populares, los mismos motivos que se siguen empleando en toda Ghana en el tejido estampado denominado adinkra. La decoración también incluye altorrelieves y complicadas celosías en los muros y placas de barro cocido con motivos geométricos o animales estilizados en los zócalos y alrededor de las puertas interiores.